# Obelisk ku czci Aleksandra II w Krzeszowie Górnym
Obelisk ku czci Aleksandra II w Krzeszowie Górnym – jeden z pomników wzniesionych na terenie zaboru rosyjskiego dla uczczenia działalności cara Aleksandra II.
Kamienny monument został odsłonięty 8 września 1908 na głównym rynku Krzeszowa Górnego. Obelisk pierwotnie wieńczyła rzeźba korony carskiej. Najprawdopodobniej poniżej korony znajdowała się również ozdobna inskrypcja, której treści nie ustalono. Napis ten został usunięty w 1918, podobnie jak ornamentyka rosyjska. Monument został zmieniony na pomnik Józefa Piłsudskiego, którego płaskorzeźbienny portret pojawił się na obelisku. Wygląd obiektu został zmieniony po raz kolejny w 1945, kiedy wizerunek Piłsudskiego został skuty i zastąpiony płaskorzeźbą z twarzami Karola Marksa, Fryderyka Engelsa, Włodzimierza Lenina i Józefa Stalina. W takiej formie przetrwał do 1989, kiedy usunięto z niego te postacie. Od tego czasu obelisk, chociaż przetrwał w pierwotnym miejscu, nie pełni już funkcji pomnikowej.